# Karl Lutz (Politiker)
Karl Lutz (* 1. September 1875; † 9. Januar 1969) war ein deutscher Rechtsanwalt und Kommunalpolitiker (CSU).
Lutz war Justizrat am Amtsgericht Altötting. Am 5. Mai 1945 wurde er durch die amerikanische Militärregierung als Landrat des Landkreises Altötting eingesetzt. 1946 bestätigte ihn der Kreistag im Amt.
Er war seit 1898 Mitglied der katholischen Studentenverbindung KDStV Markomannia Würzburg im CV.